# Marcelina Bautista
Marcelina Bautista Bautista (née à Oaxaca, le 25 avril 1966) est une syndicaliste et domestique mexicaine,. Elle fonde le Centre de soutien et de formation pour des employées du foyer et du Syndicat national de travailleurs et travailleuses du foyer, première organisation syndicale pour employés domestiques aux Mexique. En 2021, elle est nommée dans la liste 100 Femmes de la BBC, qui recense des femmes du monde entier dont les actions sont jugées inspirantes.

## Biographie
Originaire de Tiera Colorada Apasco, Noschixlan, en Oaxaca (ou peut-être Tierra Colorada, municipalité de Santa María Apazco, près de Nochixtlán, Oaxaca), elle naît dans une famille de paysans mixtèques. Après l'école primaire, elle est contrainte de quitter sa famille et de cesser ses études en dépit de son rêve de les poursuivre, pour partir travailler à Mexico comme domestique, à l'âge de quatorze ans.
Elle déclare : « nous marchons pour que nos droits soient les mêmes que ceux des autres travailleurs » et sans attendre pour « commencer à améliorer le monde ». Elle réalise plusieurs campagnes pour informer des conditions de travail des domestiques (qui, au Mexique en 2019, sont au nombre de 2,5 millions).
Elle fonde le Centre de soutien et de formation pour employées domestiques (CACEH) en 2000. Depuis, elle promeut les droits de l'Homme et les droits du travail des domestiques et mène à terme le processus de syndicalisation de ce secteur de métier en 2015 avec le Syndicat national de travailleurs et travailleuses du foyer, premier syndicat de domestiques au Mexique. Pendant trois ans, elle est présidente de ce syndicat. Elle est aussi directrice du CACEH.
Elle est Secrétaire Général de la Confédération Latinoaméricaine et des Caraïbes des Travailleuses du Foyer entre 2006 et 2012. Elle est Coordinatrice Régionale du réseau International de travailleuses du foyer entre 2009 et 2013 puis Coordinatrice Régionale pour l'Amérique Latine de la Fédération Internationale de Travailleuses du Foyer (FITH) 2013- 2016.
Elle participe à la création et à l'approbation de la Convention 189 et de la Recommandation 201 sur le travail décent pour les travailleuses et les travailleurs domestiques de l'Organisation internationale du travail (OIT) approuvée le 16 juin 2011 à Genève, en Suisse.
Le journal argentin Clarín la considère comme « une des meilleures lutteuses par les droits des employés domestiques à Amérique latine ».
La revue Forbes la nomme parmi les cent femmes les plus fortes du Mexique.
Le journal El Universal la compte parmi cent trois femmes leaders.
Marcelina Bautista coordonne la campagne « Pour un travail digne, mets des gants pour les droits des travailleuses domestiques » , qui cherche la ratification et l'implémentation de la Convention 189 de l'OIT pour améliorer les conditions des travailleuses domestiques au Mexique.
L'un de ses projets consiste à fonder la première école de formation politique et de compétences techniques. Il s'agit de davantage professionnaliser le travail domestique et de le faire reconnaître comme métier nécessitant expertise et compétences techniques. Faire reconnaître ce fait, ainsi que considérer les travailleuses domestiques comme sujettes de droit et contributrices à la vie économique du Mexique constitue un autre de ses objectifs. Selon elle, les milliers de personnes engageant des travailleuses domestiques le font sans respecter les droits du travail.
En février 2019, Marcelina Bautista assiste à la cérémonie des Oscars. Elle est invitée par le directeur du film Roma qui traite de la domesticité au Mexique, Alfonso Cuarón. Elle déclare s'inspirer, entre autres, de Mahatma Gandhi.

## Prix et reconnaissances
Elle reçoit les distinctions suivantes : 
- 2006 - #Prix Hermila Galindo, attribué par la Commission de Droits Humains de l'Arrondissement Fédéral du Mexique[1]
- 2010 - #Prix de Droits Humains de la Friedrich Ebert Stiftung de l'Allemagne[10]
- 2013 - #Prix National pour l'Égalité et la Non Discrimination attribué par le CONAPRED du Mexique[11],[2]
- 2017 - Médaille Omecíhuatl, attribué par l'Institut des Femmes de la Ville du Mexique[12]
- 2018 - Médaille au Mérite Hermila Galindo, attribué par le Congrès de la Ville du Mexique, à travers la Commission d'Égalité de Genre[13].
- 2019 - #Prix Atenea à des Femmes Soulignées.
- 2021 - Reconnaissance par la BBC qui la mentionne dans une liste de cent femmes dont le travail inspire[14].